# Elias Coueter
Elias Coueter (Damasco, 15 de agosto de 1896 - 16 de junho de 1985)  foi o primeiro eparca melquita do Brasil, bem como o primeiro pároco.

## História
Dom Elias Antoun Coueter nasceu em Damasco, na Síria, em 15 de agosto de 1896. Estudou no Seminário Melquita de Sant' Ana em Jerusalém e foi ordenado sacerdote em 1925. Trabalhou em Beirute, no Cairo e em Damasco, até que foi designado para a diáspora melquita. Em 1936, tendo sido feito arquimandrita, foi enviado para Detroit, Michigan.
Decidiu-se que ele seria responsável por organizar a Igreja Melquita no Brasil. Em 1939, chegou, então, no país, ao Rio de Janeiro.
Com a comunidade do Rio de Janeiro, iniciou as obras da primeira igreja, a de São Basílio, que foi concluída em 1941 e erigida paróquia em 1946. Com isso,  o Arquimandrita Elias tornou-se seu primeiro pároco.
Em 1960, foi eleito Bispo de Taua (uma diocese in partibus infidelium) e intitulado Bispo Auxiliar do Arcebispo do Rio de Janeiro para os Melquitas do Brasil.
Pelo decreto Cum Fidelium do papa Paulo VI, foi criada a Eparquia de Nossa Senhora do Paraíso em São Paulo dos Greco-Melquitas e assim Dom Elias tornou-se seu primeiro eparca.
Em 1977, Dom Elias se aposentou e continuou a viver no Brasil, em São Paulo, até que faleceu em 16 de junho de 1985.